# Cory Gibbs
Pour les articles homonymes, voir Gibbs.
Cory Gibbs est un footballeur américain, né le 14 janvier 1980 à Fort Lauderdale. Il évolue au poste de défenseur du début des années 2000 au début des années 2010.
Il joue notamment au FC St. Pauli et dans les franchises américaines des Colorado Rapids, des New England Revolution et des Chicago Fire. Il compte 19 sélections en équipe des États-Unis de 2003 à 2006.

## Carrière

### En club
- 1997-2001 : Brown Bears
- 2001 : Miami Fusion -  États-Unis
- 2001-2004 : FC St. Pauli -  Allemagne
- 2004 : FC Dallas -  États-Unis
- 2004-2005 : Feyenoord Rotterdam -  Pays-Bas
- 2005-2006 : ADO La Haye -  Pays-Bas
- 2006-2008 : Charlton -  Angleterre
- depuis 2008 : Colorado Rapids -  États-Unis

### En équipe nationale
Il a eu sa première de ses 19 sélections en 2003, participant à la Coupe des confédérations et à la Gold Cup (CONCACAF) en 2003.
Gibbs était sélectionné pour participer à la coupe du monde 2006 avec l'équipe des États-Unis, mais le 25 mai il s'est blessé au genou, et a dû être remplacé par Gregg Berhalter.